# 愛の悪魔/フランシス・ベイコンの歪んだ肖像
『愛の悪魔/フランシス・ベイコンの歪んだ肖像』（Love Is the Devil: Study for a Portrait of Francis Bacon）は、BBC共同製作による1998年の映画。

## 概要
- 画家フランシス・ベイコンの生涯を、モデルであり恋人でもあったジョージ・ダイアーとの関係を通して描く。
- 第51回カンヌ国際映画祭「ある視点」部門出品作。
- 音楽はフランシス・ベイコンのファンであった坂本龍一が担当。

## キャスト
- デレク・ジャコビ：フランシス・ベイコン
- ダニエル・クレイグ：ジョージ・ダイアー
- ティルダ・スウィントン：酒場の女主人ミュリエル
- アン・ラントン：イザベル
- エイドリアン・スカーボロー：ダニエル・ファーソン
- カール・ジョンソン：ジョン・ディーキン
- アナベル・ブルックス：ヘンリエッタ
- リチャード・ニューボールド：ブロンド・ビリー
- アニタ・パレンバーグ：カジノの客 （カメオ）

## スタッフ
- 美術：アラン・マクドナルド
- 衣装：アニー・シモンズ

## 評価
レビュー・アグリゲーターのRotten Tomatoesでは21件のレビューで支持率は67%、平均点は6.40/10となった。